# 鉄道少年団
鉄道少年団（てつどうしょうねんだん、略称・RCA、英語: Railway Children Association）は、公益財団法人交通道徳協会とJR各社が中心に運営する少年少女の鉄道を愛し、学びを通して公徳心を高め、健全な心身を育成する青少年団体である。本部団長は、江藤尚志（交通道徳協会会長と兼任）。
2017年(平成29年)4月現在、全国に48団があり、団員数はおよそ900人が所属している。

## 歴史
鉄道少年団は、1960年（昭和35年）10月22日に東京都の日本国有鉄道（国鉄）本社で結成された「鉄道少年の会」が始まりである。交通道徳協会副会長の加賀山之雄（元国鉄総裁）が提唱し、国鉄、交通博物館、交通協力会、鉄道弘済会、日本交通公社等の協力を得て誕生したもので、初代会長には加賀山が就任した。当時、東京都の明石、御徒町、伊藤、戸越台、青山、大森、天沼と北海道の浦河に鉄道を愛する少年グループがあり、それぞれ「鉄道少年の会」の分団として中央区明石分団・台東区御徒町分団・品川区伊藤分団・品川区戸越台分団・大田区大森分団・杉並区天沼分団・北海道浦河分団が結成された。
1962年（昭和37年）12月1日に「鉄道少年団」と改称され、加賀山が初代団長となった。同時に当時東京都内にあった9分団が統合し、東京支部（現在の東京鉄道少年団）として発足した。これを機に札幌支部（現在の札幌鉄道少年団）が結成されたのをはじめ、各地に鉄道少年団が相次いで誕生した。1963年（昭和38年）11月2日には東京オリンピック前年祭のパレードとして鉄道少年団150名が入場行進を行った。
1965年(昭和40年)3月に代々木で開かれた「若人の森建設推進大会」では常陸宮の警衛に東京支部団員が選ばれ、記念植樹の際の介添え役を務めることになった。
1987年（昭和62年）4月、国鉄分割民営化に伴い全国代表者会議が開催され、引き続き各地現行体制で運営されることが決定。1989年（平成元年）4月に西日本旅客鉄道（JR西日本）管内の鉄道少年団と支部を統括する西日本総支部が誕生した。

## 綱領

### 目的
- 少年少女が鉄道を愛し、鉄道知識を身に付け、
- 公徳心を高めるとともに、団体生活を通して互いに助け合う心を養い、
- 進んで社会に奉仕する健全な心身を育てること目的とします。

### 誓い
1. すべての人を友とし、互いに助け合います。
2. 心と体をすこやかにします。
3. 公徳心を高めます。

### 約束
1. 名誉をおもんじます。
2. 礼儀を正しくします。
3. 親切をつくします。
4. 規律を守ります。
5. 清潔と質素につとめます。
6. 約束を守ります。
7. 正直で誠実を旨とします。
8. 人に迷惑をかけません。
9. 正しいことには勇敢にのぞみます。
10. 常に感謝の心を忘れません。

## 団員資格
鉄道少年団の主旨に賛同する者で原則10歳から18歳の者(小学校4年生以上)が入団可能である。
入団希望の者は交通道徳協会もしくは最寄りの鉄道少年団に入団希望の申し出を行い、入団の手続きを完了し、許可された者を団員とする。

## 活動内容
団ごとに活動内容は異なっている。
- 鉄道を通し、公衆道徳の教育・指導
- JR各社の研修施設、訓練センターでの研修や勉強会の展開
- 車内実践活動（JR新幹線・特急での車内放送・車掌業務・マナー向上の呼びかけ・公徳袋(ごみ袋)配布など）
- 駅、列車、その他鉄道施設における清掃等のボランティア活動
- 駅構内業務等や改札業務もしくは、改札業務体験
- 少年団員間での団体行動訓練
- 新型列車の試乗会
- 車庫や工場の見学
- 鉄道関連でのイベント参加
- レクリエーション（キャンプ、スキー等）
  - 鉄道少年団同士の交流として以下の交流キャンプ等が開催される。
    - 北海道・北東北5団交流キャンプ
    - 西日本総支部サマーキャンプ
    - 支部デイキャンプ
    - 公徳キャンプ九州大会
- その他、赤い羽根共同募金、国際連合児童基金等への協力

### 公徳キャンプ全国大会
毎年7月末～8月頃に全国の団が集まり開催する。おおよそリーダー研修を含め4日～5日にかけて開催され、キャンプ生活やハイキング、野外炊飯などを行い交流を深める。
本大会の前日にリーダー研修があり、団体行動訓練や講習などを行い各団の班長・リーダーを育成する。
始まりは鉄道少年団が発足する7年前の1953年(昭和28年)に交通道徳協会主催の「第1回公徳少年キャンプ」が長野県軽井沢町の浅間山山麓で開催され、その後「公徳少年キャンプ」、「公徳教育キャンプ」、「公徳キャンプ」、「全国公徳キャンプ」とキャンプ名称が度々変わったが1993年(平成5年)に「公徳キャンプ全国大会」と改称し続いている。第52回大会まではJR東日本・東海・西日本管内で行われていたが、第53回大会ではJR九州、第64回大会ではJR四国、第66回大会ではJR北海道で実施されるようになった。
| 回   | 開催年                        | 開催日           | キャンプ地                                                      | キャンプ名称         | 参加人数 | 備考                                 |
| ---- | ----------------------------- | ---------------- | --------------------------------------------------------------- | -------------------- | -------- | ------------------------------------ |
| 1    | 1953年 昭和28年               | 8月3日～8月28日  | 長野県軽井沢町 浅間山山麓・南ヶ丘山荘                           | 公徳少年キャンプ     | 80       |                                      |
| 2    | 1954年 昭和29年               | 7月28日～8月27日 | 神奈川県足柄下郡箱根町 姥子山荘                                 | 公徳少年キャンプ     | 112      |                                      |
| 3    | 1955年 昭和30年               | 7月27日～8月18日 | 群馬県吾妻郡嬬恋村 新鹿沢温泉                                   | 公徳少年キャンプ     | 152      |                                      |
| 4    | 1956年 昭和31年               |                  | 栃木県那須郡那須町 那須高原・高雄温泉                           | 公徳少年キャンプ     |          | 開催日・参加人数不明                 |
| 5    | 1957年 昭和32年               | 7月29日～8月17日 | 栃木県那須郡那須町 那須高原・高雄温泉                           | 公徳少年キャンプ     | 155      |                                      |
| 6    | 1958年 昭和33年               | 8月6日～8月20日  | 栃木県那須郡那須町 那須高原・高雄温泉                           | 公徳少年キャンプ     | 191      |                                      |
| 7    | 1959年 昭和34年               | 7月28日～8月18日 | 栃木県那須郡那須町 那須高原・高雄温泉                           | 公徳少年キャンプ     | 200      |                                      |
| 8    | 1960年 昭和35年               | 7月28日～8月12日 | 静岡県御殿場市 富士山麓・国立中央青年交流の家                   | 公徳教育キャンプ     | 184      | 開催地は現在の国立中央青少年交流の家 |
| 9    | 1961年 昭和36年               | 8月7日～8月19日  | 群馬県吾妻郡嬬恋村 高峰高原                                     | 公徳教育キャンプ     | 391      |                                      |
| 10   | 1962年 昭和37年               | 7月26日～8月9日  | 群馬県吾妻郡嬬恋村 高峰高原                                     | 公徳教育キャンプ     | 314      |                                      |
| 11   | 1963年 昭和38年               | 7月24日～8月5日  | 栃木県那須郡那須町 那須高原・高雄温泉                           | 公徳少年キャンプ     | 534      |                                      |
| 12   | 1964年 昭和39年               | 7月24日～8月5日  | 栃木県 塩原ロッジ                                               | 公徳キャンプ         | 604      |                                      |
| 13   | 1965年 昭和40年               | 4月3日～4月5日   | 長野県 野辺山                                                   | 公徳キャンプ         | 350      |                                      |
| 14   | 1966年 昭和41年               | 7月30日～8月5日  | 長野県 野辺山                                                   | 公徳キャンプ         | 128      |                                      |
| 15   | 1967年 昭和42年               | 7月28日～7月31日 | 長野県 野辺山                                                   | 公徳キャンプ         | 72       |                                      |
| 16   | 1968年 昭和43年               | 8月1日～8月3日   | 神奈川県小田原市 MRAアジアセンター                              | 公徳キャンプ         | 61       |                                      |
| 17   | 1969年 昭和44年               | 8月4日～8月7日   | 山梨県 本栖湖センター                                           | 公徳キャンプ         | 62       |                                      |
| 18   | 1970年 昭和45年               | 8月1日～8月4日   | 群馬県吾妻郡嬬恋村 高峰高原                                     | 公徳キャンプ         | 51       |                                      |
| 19   | 1971年 昭和46年               | 7月30日～8月3日  | 長野県 野辺山                                                   | 公徳キャンプ         | 68       |                                      |
| 20   | 1972年 昭和47年               | 8月6日～8月10日  | 長野県上水内郡戸隠村 戸隠高原                                   | 公徳キャンプ         | 51       | 開催地は現在の長野県長野市           |
| 21   | 1973年 昭和48年               | 8月1日～8月5日   | 茨城県高萩市 大心苑                                             | 公徳キャンプ         | 64       | 開催地は現在第一学院高等学校高萩校   |
| 22   | 1974年 昭和49年               | 7月26日～7月29日 | 埼玉県秩父市 猪狩山麓                                           | 全国公徳キャンプ     | 50       |                                      |
| 23   | 1975年 昭和50年               | 8月3日～8月6日   | 群馬県吾妻郡中之条町 野反湖                                     | 全国公徳キャンプ     | 43       |                                      |
| 24   | 1976年 昭和51年               | 8月6日～8月9日   | 群馬県吾妻郡嬬恋村 鹿沢国民休暇村                               | 全国公徳キャンプ     | 44       |                                      |
| 25   | 1977年 昭和52年               | 7月29日～8月1日  | 長野県上水内郡戸隠村 戸隠高原                                   | 全国公徳キャンプ     | 67       | 開催地は現在の長野市                 |
| 26   | 1978年 昭和53年               | 8月3日～8月6日   | 長野県南佐久郡小海町 松原湖 宮城県大崎市 陸上自衛隊中山平訓練場 | 全国公徳キャンプ     | 85       |                                      |
| 27   | 1979年 昭和54年               | 7月31日～8月3日  | 長野県 和田峠                                                   | 全国公徳キャンプ     | 78       |                                      |
| 28   | 1980年 昭和55年               | 7月29日～8月1日  | 栃木県日光市 戦場ヶ原                                           | 全国公徳キャンプ     | 89       |                                      |
| 29   | 1981年 昭和56年               | 8月1日～8月4日   | 長野県 志賀高原・山田温泉                                       | 全国公徳キャンプ     | 72       |                                      |
| 30   | 1982年 昭和57年               | 8月2日～8月5日   | 岩手県岩手郡松尾村 八幡平・松川温泉                             | 全国公徳キャンプ     | 98       | 開催地は現在の岩手県八幡平市         |
| 31   | 1983年 昭和58年               | 7月30日～8月2日  | 長野県上水内郡戸隠村 戸隠高原                                   | 全国公徳キャンプ     | 110      | 開催地は現在の長野市                 |
| 32   | 1984年 昭和59年               | 7月30日～8月2日  | 福井県武生市 太陽の広場                                         | 全国公徳キャンプ     | 220      | 開催地は現在の福井県越前市           |
| 33   | 1985年 昭和60年               | 8月2日           | 東京都西多摩郡奥多摩町 青梅線川井キャンプ場                     | 公徳キャンプ         | 280      |                                      |
| 34   | 1986年 昭和61年               | 8月2日～8月4日   | 富山県 立山山麓                                                 | 全国公徳キャンプ     | 168      |                                      |
| 35   | 1987年 昭和62年               | 8月1日～8月4日   | 長野県上水内郡戸隠村 戸隠高原                                   | 全国公徳キャンプ     | 92       | 開催地は現在の長野市                 |
| 36   | 1988年 昭和63年               | 7月27日～7月30日 | 長野県上水内郡戸隠村 戸隠高原                                   | 全国公徳キャンプ     | 83       | 開催地は現在の長野市                 |
| 37   | 1989年 平成元年               | 8月3日～8月8日   | 長野県上水内郡戸隠村 戸隠高原                                   | 全国公徳キャンプ     | 80       | 開催地は現在の長野市                 |
| 38   | 1990年 平成2年                | 8月2日～8月5日   | 富山県東礪波郡利賀村 利賀国際キャンプ場                         | 全国公徳キャンプ     | 200      | 開催地は現在の富山県南砺市           |
| 39   | 1991年 平成3年                | 8月1日～8月4日   | 長野県上水内郡戸隠村 戸隠高原                                   | 全国公徳キャンプ     | 140      | 開催地は現在の長野市                 |
| 40   | 1992年 平成4年                | 7月31日～8月3日  | 滋賀県蒲生郡竜王町 滋賀県立希望が丘文化公園キャンプ             | 全国公徳キャンプ     | 236      |                                      |
| 41   | 1993年 平成5年                | 8月1日～8月4日   | 長野県上水内郡戸隠村 戸隠高原                                   | 公徳キャンプ全国大会 | 122      | 開催地は現在の長野市                 |
| 42   | 1994年 平成6年                | 8月2日～8月5日   | 長野県上水内郡戸隠村 戸隠高原                                   | 公徳キャンプ全国大会 | 131      | 開催地は現在の長野県長野市           |
| 43   | 1995年 平成7年                | 7月29日～8月1日  | 富山県東礪波郡城端町 桜ヶ池公園                                 | 公徳キャンプ全国大会 | 156      | 開催地は現在の富山県南砺市           |
| 44   | 1996年 平成8年                | 8月2日～8月5日   | 長野県上水内郡戸隠村 戸隠高原                                   | 公徳キャンプ全国大会 | 100      | 開催地は現在の長野県長野市           |
| 45   | 1997年 平成9年                | 8月2日～8月5日   | 長野県上水内郡戸隠村 戸隠高原                                   | 公徳キャンプ全国大会 | 130      | 開催地は現在の長野県長野市           |
| 46   | 1998年 平成10年               | 8月5日～8月8日   | 長野県上水内郡戸隠村 戸隠高原                                   | 公徳キャンプ全国大会 | 100      | 開催地は現在の長野県長野市           |
| 47   | 1999年 平成11年               | 7月30日～8月2日  | 広島県佐伯郡宮島町 包ヶ浦自然公園                               | 公徳キャンプ全国大会 | 150      | 開催地は現在の広島県廿日市市         |
| 48   | 2000年 平成12年               | 8月4日～8月7日   | 長野県上水内郡戸隠村 戸隠高原                                   | 公徳キャンプ全国大会 | 120      | 開催地は現在の長野県長野市           |
| 49   | 2001年 平成13年               | 7月27日～7月30日 | 石川県羽咋市 国立能登青年の家                                   | 公徳キャンプ全国大会 | 138      |                                      |
| 50   | 2002年 平成14年               | 8月1日～8月4日   | 愛知県南信楽郡鳳来町 愛知県民の森                               | 公徳キャンプ全国大会 | 170      | 開催地は現在の愛知県新城市           |
| 51   | 2003年 平成15年               | 7月31日～8月3日  | 福島県白河市 JR東日本総合研修センター                           | 公徳キャンプ全国大会 | 250      |                                      |
| 52   | 2004年 平成16年               | 7月31日～8月3日  | 岡山県上房郡賀陽町 国立吉備青少年自然の家                       | 公徳キャンプ全国大会 | 330      | 開催地は現在の岡山県加賀郡吉備中央町 |
| 53   | 2005年 平成17年               | 7月30日～8月2日  | 熊本県阿蘇市 国立阿蘇青年の家                                   | 公徳キャンプ全国大会 | 300      |                                      |
| 54   | 2006年 平成18年               | 8月4日～8月7日   | 静岡県富士宮市 静岡県立朝霧野外活動センター                     | 公徳キャンプ全国大会 | 276      |                                      |
| 55   | 2007年 平成19年               | 7月28日～7月31日 | 福島県白河市 JR東日本総合研修センター                           | 公徳キャンプ全国大会 | 283      |                                      |
| 56   | 2008年 平成20年               | 8月1日～8月4日   | 福井県小浜市 国立若狭湾青少年自然の家                           | 公徳キャンプ全国大会 | 293      |                                      |
| 57   | 2009年 平成21年               | 8月5日～8月8日   | 愛知県春日井市 春日井市少年自然の家                             | 公徳キャンプ全国大会 | 246      |                                      |
| 58   | 2010年 平成22年               | 8月6日～8月9日   | 福島県白河市 JR東日本総合研修センター                           | 公徳キャンプ全国大会 | 340      |                                      |
| 59   | 2011年 平成23年               | 8月5日～8月8日   | 鹿児島県鹿児島市 鹿児島県立青少年研修センター                   | 公徳キャンプ全国大会 | 280      |                                      |
| 60   | 2012年 平成24年               | 8月1日～8月4日   | 岡山県加賀郡吉備中央町 国立吉備青少年自然の家                   | 公徳キャンプ全国大会 | 320      |                                      |
| 61   | 2013年 平成25年               | 7月30日～8月2日  | 静岡県御殿場市 国立中央青少年交流の家                           | 公徳キャンプ全国大会 | 260      |                                      |
| 62   | 2014年 平成26年               | 7月31日～8月3日  | 福島県耶麻郡猪苗代町 国立磐梯青少年交流の家                     | 公徳キャンプ全国大会 | 300      |                                      |
| 63   | 2015年 平成27年               | 7月31日～8月3日  | 富山県中新川郡立山町 国立立山青少年自然の家                     | 公徳キャンプ全国大会 | 360      |                                      |
| 中止 | 2016年 平成28年               | -                | 熊本県                                                          | 公徳キャンプ全国大会 | -        | 熊本地震のため中止                   |
| 64   | 2017年 平成29年               | 7月26日～7月30日 | 愛媛県大洲市 国立大洲青少年交流の家                             | 公徳キャンプ全国大会 | -        |                                      |
| 65   | 2018年 平成30年               | -                | 大分県玖珠郡九重町 大分県立九重青少年の家                       | 公徳キャンプ全国大会 | -        |                                      |
| 66   | 2019年 令和元年               | 8月4日～8月7日   | 北海道上川郡美瑛町 国立大雪青少年交流の家                       | 公徳キャンプ全国大会 | -        |                                      |
| 中止 | 2020年-2022年 令和2年-令和4年 | -                | 愛知県知多郡美浜町 愛知県美浜少年自然の家                       | 公徳キャンプ全国大会 | -        | 新型コロナウイルスのため中止         |
| 67   | 2023年 令和5年                | 8月10日～8月12日 | 愛知県知多郡美浜町 愛知県美浜少年自然の家                       | 公徳キャンプ全国大会 |          |                                      |
| 68   | 2024年 令和6年                | 7月29日～8月1日  | 新潟県胎内市 新潟県少年自然の家                                 | 公徳キャンプ全国大会 |          |                                      |
| 69   | 2025年 令和7年                | 8月2日～8月6日   | 福井県小浜市 国立若狭湾青少年自然の家                           | 公徳キャンプ全国大会 |          |                                      |

## 広報「明るい旅」
交通道徳協会により季刊する広報。1953年(昭和28年)1月から発行された交通道徳協会機関誌「交通道徳」が前身となり、改称やリニューアルを経て続いている。発行部数は、約15,000部（推定）。2015年(平成27年)よりリニューアルされ16～24ページ・A4判・オールカラーの広報となる。主に、鉄道少年団員、交通道徳協会会員（企業・個人）、学校、JR等の交通関係企業などに配布される。全国の鉄道少年団の活動や社会貢献活動を紹介するとともに、鉄道沿線の歴史や文化を掲載している。

## 全国の団一覧
2017年(平成27年)4月現在、48団が存在している。各団は各支部に所属しているがJR西日本管内の支部は西日本総支部に所属している。
| 支部              | 支部         | 名 称                   | 結成年月日                               | 所 在 地                                                                              | 結成順 |
| ----------------- | ------------ | ----------------------- | ---------------------------------------- | ------------------------------------------------------------------------------------- | ------ |
| -                 | -            | 本部                    | 1960年10月22日                           | 〒100-0005 東京都千代田区丸の内3-4-1 新国際ビル904号 公益財団法人交通道徳協会内       | -      |
| 札幌              | 札幌         | 札幌                    | 1964年6月7日                             | 〒060-0033 北海道札幌市中央区北3条東13丁目 JR北海道苗穂駅内                           | 2      |
| 札幌              | 札幌         | 旭川                    | （2006年4月22日）                        | 〒070-0030 北海道旭川市宮下通6丁目 JR北海道旭川支社営業企画グループ内                 | 55     |
| 盛岡              | 盛岡         | 盛岡                    | 1981年4月3日                             | 〒020-0034 岩手県盛岡市盛岡駅前通り1-24 JR東日本盛岡支社総務部サービス品質改革室内    | 9      |
| 盛岡              | 盛岡         | 青森                    | 2004年5月23日                            | 〒038-0012 青森県青森市柳川1-1-1 JR東日本盛岡支社青森支店内                           | 53     |
| 秋田              | 秋田         | 秋田                    | 2000年10月15日                           | 〒010-0001 秋田県秋田市中通7丁目1-1 JR東日本秋田支社総務部サービス品質改革室内        | 44     |
| 仙台              | 仙台         | 仙台                    | 1975年4月7日                             | 〒983-8580 宮城県仙台市青葉区五橋1-1-1 JR東日本仙台支社総務部サービス品質改革室内     | 5      |
| 仙台              | 仙台         | 福島                    | 2003年5月25日                            | 〒960-8031 福島県福島市栄町1-1 JR東日本仙台支社福島支店内                             | 50 51  |
| 仙台              | 仙台         | 山形 （左沢線班を含む） | 2003年5月25日                            | 〒990-0039 山形県山形市香澄町1-1-1 JR東日本仙台支社山形支店内                         | 50 51  |
| 新潟              | 新潟         | 新潟                    | （1976年11月3日） 再結成： 2001年5月26日 | 〒950-0086 新潟県新潟市中央区花園1-1-1 JR東日本新潟支社総務部サービス品質改革室内     | 7      |
| 長野              | 長野         | 長野                    | （1971年5月29日） 再結成： 1991年4月14日 | 〒380-0927 長野県長野市栗田源田窪992-6 JR東日本長野支社総務部品質サービス改革室内     | 4      |
| 高崎              | 高崎         | 高崎                    | 2000年5月28日                            | 〒379-0222 群馬県高崎市栄町6-26 JR東日本高崎支社総務部サービス品質改革室内            | 43     |
| 水戸              | 水戸         | 水戸                    | 2002年4月21日                            | 〒310-0011 茨城県水戸市三の丸1-4-47 JR東日本水戸支社総務部サービス品質改革室内        | 47     |
| 千葉              | 千葉         | 千葉                    | 2002年4月7日                             | 〒260-8551 千葉県千葉市中央区弁天2-23-3 JR東日本千葉支社総務部サービス品質改革室内    | 46     |
| 大宮              | 大宮         | 大宮                    | 2002年4月4日                             | 〒331-9555 埼玉県さいたま市大宮区錦町434-4 JR東日本大宮支社総務部サービス品質改革室内 | 45     |
| 八王子            | 八王子       | 八王子                  | 2002年6月15日                            | 〒192-8502 東京都八王子市旭町1-8 JR東日本八王子支社総務部サービス品質改革室内         | 48     |
| 東京              | 東京         | 東京                    | 1962年12月1日                            | 〒114-8550 東京都北区東田端2-20-68 JR東日本東京支社総務部サービス品質改革室内         | 1      |
| 横浜              | 横浜         | 横浜                    | 2002年8月23日                            | 〒220-0023 神奈川県横浜市西区平沼1-40-26 JR横浜支社総務部サービス品質改革室内         | 49     |
| 静岡              | 静岡         | 静岡                    | 2004年4月1日                             | 〒420-0032 静岡県静岡市葵区昭和町10-18 財団法人鉄道弘済会静岡福祉所内                 | 52     |
| 半田              | 半田         | 半田                    | 1977年9月25日                            | 〒475-0912 愛知県半田市桐ヶ丘3-6-1                                                    | 8      |
| 恵那              | 恵那         | 恵那                    | 2005年3月5日                             | 〒509-7705 岐阜県恵那市明智町469-4 明知鉄道株式会社内                                 | 54     |
| 西日本総支部      | 西日本総支部 | -                       | 1989年4月                                | 〒530-0001 大阪府大阪市北区芝田2-4-24 JR西日本本社鉄道本部駅業務部駅CS考動課          | -      |
| 西 日 本 総 支 部 | 金沢         | 富山                    | 1989年9月17日                            | 〒930-0001 富山県富山市明輪町1-227 JR西日本金沢支社富山駅内                           | 29     |
| 西 日 本 総 支 部 | 金沢         | 金沢                    | 1989年9月24日                            | 〒920-0023 石川県金沢市北安江町ヘ61 JR西日本金沢支社金沢駅内                          | 31     |
| 西 日 本 総 支 部 | 金沢         | 福井                    | 1989年9月23日                            | 〒910-0006 福井県福井市中央1-1 JR西日本金沢支社福井駅内                               | 30     |
| 西 日 本 総 支 部 | 金沢         | 武生                    | 1967年12月23日                           | 〒916-0122 福井県越前市府中1-1-1 JR西日本金沢支社武生駅内                             | 3      |
| 西 日 本 総 支 部 | 金沢         | 宇野気                  | 1982年4月5日                             | 〒929-1193 石川県かほく市浜北ハ6-1 かほく市教育委員会生涯学習課内                     | 10     |
| 西 日 本 総 支 部 | 金沢         | 七尾                    | 2015年7月23日                            | 〒926-0811 石川県七尾市御祓町イ部28-2 JR西日本金沢支社七尾駅内                        | 56     |
| 西 日 本 総 支 部 | 金沢         | 高岡・城端              | 2016年4月1日                             | 〒933-0852 富山県高岡市下黒田1790-2 JR西日本金沢支社新高岡駅内                        | 57     |
| 西 日 本 総 支 部 | 京都         | 京滋                    | 1989年6月18日                            | 〒600-8216 京都府京都市下京区烏丸通塩小路下ル東塩小路町 JR西日本京都支社京都駅内      | 16～23 |
| 西 日 本 総 支 部 | 大阪         | 大阪                    | 1989年6月18日                            | 〒530-0001 大阪府大阪市北区梅田3-1-1 JR西日本大阪支社大阪駅内                         | 16～23 |
| 西 日 本 総 支 部 | 大阪         | 奈良                    | 1989年6月18日                            | 〒630-8122 奈良県奈良市三条本町1-1 JR西日本大阪支社奈良駅内                           | 16～23 |
| 西 日 本 総 支 部 | 和歌山       | 和歌山                  | 1989年7月16日                            | 〒640-8331 和歌山県和歌山市美園町5-61 JR西日本和歌山支社和歌山駅内                    | 24 25  |
| 西 日 本 総 支 部 | 和歌山       | 紀伊田辺                | 1989年7月16日                            | 〒646-0031 和歌山県田辺市湊1-17 JR西日本和歌山支社紀伊田辺駅内                        | 24 25  |
| 西 日 本 総 支 部 | 神戸         | 神戸                    | 1989年6月18日                            | 〒651-0097 兵庫県神戸市中央区布引町4-1-1 JR西日本神戸支社三ノ宮駅内                   | 16～23 |
| 西 日 本 総 支 部 | 神戸         | 加古川                  | 1994年2月20日                            | 〒675-0065 兵庫県加古川市加古川町篠原町30-1 JR西日本神戸支社加古川駅内                | 36     |
| 西 日 本 総 支 部 | 神戸         | 姫路                    | 1989年6月18日                            | 〒670-0927 兵庫県姫路市駅前町188-1 JR西日本神戸支社姫路駅内                           | 16～23 |
| 西 日 本 総 支 部 | 福知山       | 福知山                  | 1989年6月18日                            | 〒620-0000 京都府福知山市天田118-1 JR西日本福知山支社営業課内                         | 16～23 |
| 西 日 本 総 支 部 | 福知山       | 豊岡                    | 1989年6月18日                            | 〒668-0031 兵庫県豊岡市大手町3-2 JR西日本福知山支社豊岡駅内                           | 16～23 |
| 西 日 本 総 支 部 | 岡山         | 岡山                    | 1989年8月11日                            | 〒700-0023 岡山県岡山市駅前町2-1-7 JR岡山支社営業課内                                 | 28     |
| 西 日 本 総 支 部 | 岡山         | びんご                  | 1999年4月29日                            | 〒720-0066 広島県福山市三之丸町30-2 JR西日本岡山支社せとうち地域鉄道部内              | 42     |
| 西 日 本 総 支 部 | 米子         | 米子                    | 1989年10月1日                            | 〒683-0036 鳥取県米子市弥生町2 JR西日本米子支社営業課内                               | 32     |
| 西 日 本 総 支 部 | 広島         | 広島                    | 1989年7月23日                            | 〒732-0822 広島県広島市南区松原町2-37 JR西日本広島支社広島駅内                        | 26     |
| 西 日 本 総 支 部 | 広島         | 徳山                    | 1996年10月1日                            | 〒745-0034 山口県周南市御幸通2-28 JR西日本広島支社徳山地域鉄道部内                    | 40     |
| 西 日 本 総 支 部 | 広島         | 下関                    | 1994年4月10日                            | 〒750-0025 山口県下関市竹崎町四丁目3-1 JR西日本下関駅内                               | 37     |
| 四国              | 四国         | 四国                    | 1994年5月29日                            | 〒760-8580 香川県高松市浜ノ町8-33 JR四国営業部業務課内                                | 38     |
| 福岡              | 福岡         | 福岡                    | 1997年1月26日                            | 〒812-8566 福岡県福岡市博多区博多駅前3-25-21 JR九州本社広報室内                       | 41     |
| 大分              | 大分         | 大分                    | 1991年4月6日                             | 〒870-0831 大分県大分市要町1-1 JR大分支社営業課内                                     | 34     |
| 熊本              | 熊本         | 熊本                    | 1976年5月15日                            | 〒860-0047 熊本県熊本市西区春日3-15-1 JR熊本支社営業課内                              | 6      |
| 鹿児島            | 鹿児島       | 鹿児島                  | 1990年5月5日                             | 〒890-0046 鹿児島県鹿児島市武1-2-1 JR鹿児島支社営業課内                               | 33     |

### 解団・廃止・統合・休団した団
| 名 称                   | 結成年月日     | 所 在 地                                                             | 結成順 | 備考                                                             |
| ----------------------- | -------------- | -------------------------------------------------------------------- | ------ | ---------------------------------------------------------------- |
| フラワーライン 高岡     | 1985年5月5日   | 〒933-0814 富山県高岡市上伏間江39                                    | 11     | 2015年3月北陸新幹線延伸により廃止 高岡・城端鉄道少年団に統合改称 |
| フラワーライン 砺波     | 1986年4月20日  | 〒933-1571 富山県砺波市表町1-1 JR西日本砺波駅内                      | 12 13  | 2015年3月北陸新幹線延伸により廃止 高岡・城端鉄道少年団に統合改称 |
| フラワーライン 城端     | 1986年4月20日  | 〒939-1861 富山県東礪波郡城端町1046 城端町役場産業振興課商工観光係内 | 12 13  | 2015年3月北陸新幹線延伸により廃止 高岡・城端鉄道少年団に統合改称 |
| フラワーライン 越中山田 | 1987年4月19日  | 〒939-1732 富山県南砺市吉江野222                                     | 14     | 2015年3月北陸新幹線延伸により廃止 高岡・城端鉄道少年団に統合改称 |
| フラワーライン 福野     | 1987年12月25日 | 〒939-1521 富山県東礪波郡福野町苗島4880 福野町役場農林商工課内       | 15     | 2015年3月北陸新幹線延伸により廃止 高岡・城端鉄道少年団に統合改称 |
| 湖北                    | 1993年12月23日 | 〒521-0012 滋賀県米原市米原 JR米原駅内                               | 35     |                                                                  |
| 阪和                    | 1989年6月18日  | 〒590-0013 大阪府堺市堺区東雲西町1-1 JR堺市駅内                      | 16～23 |                                                                  |
| 新宮                    | 1989年7月29日  | 〒647-0081 和歌山県新宮市新宮6993 JR新宮駅内                         | 27     |                                                                  |
| 宝塚                    | 1994年8月25日  | 〒665-0845 兵庫県宝塚市栄町2-7-13 JR宝塚駅内                         | 39     |                                                                  |